# Привычка

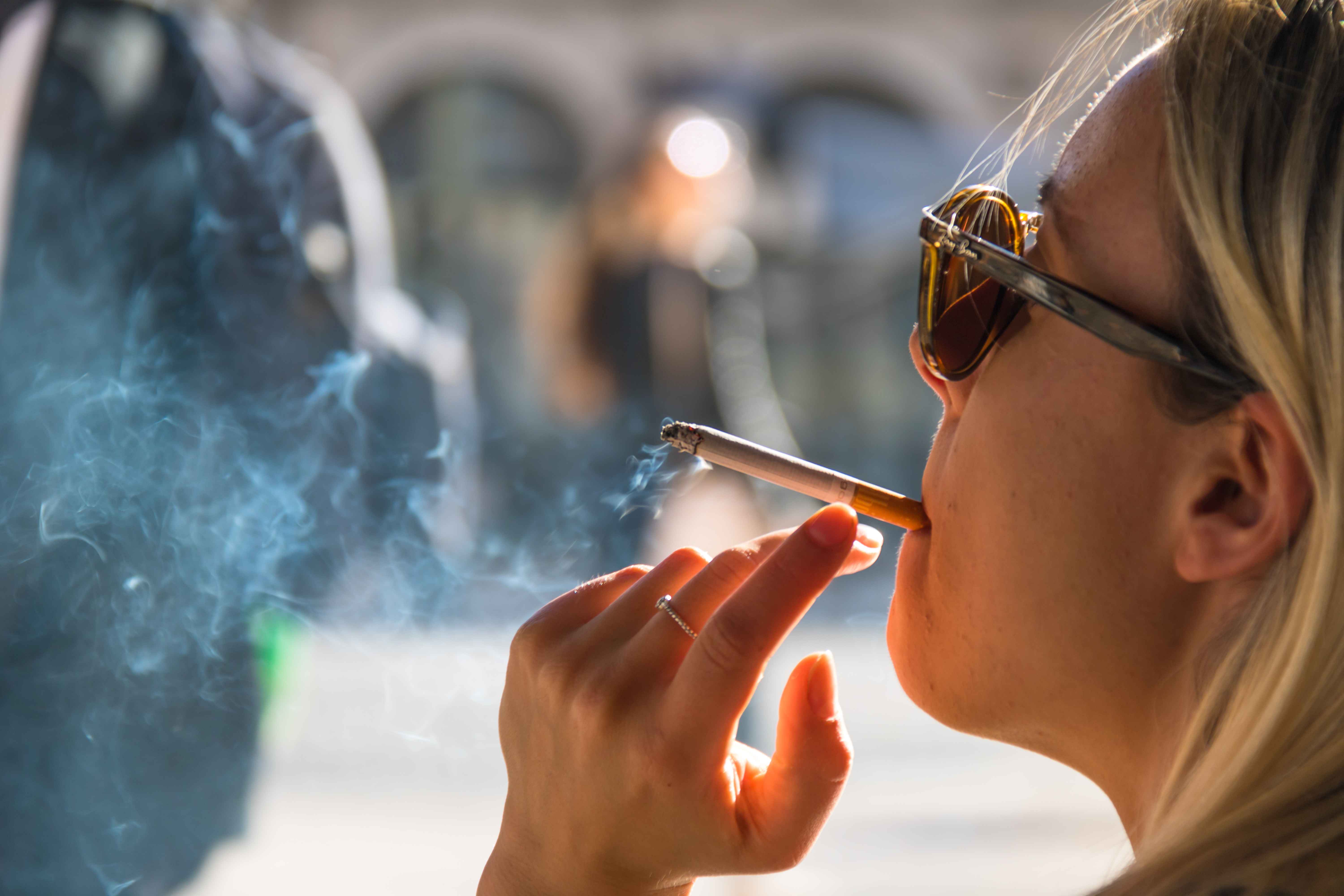
Курение табака — одна из самых распространённых вредных привычек

Привы́чка — автоматически воспроизводимое действие, исполнение которого инициируется некоторым сигналом (триггером привычки) и выполняется и завершается с чувством удовольствия. Сложившийся способ поведения, осуществление которого в определённой ситуации (играющей роль триггера, сигнала, запускающего действия привычки) приобретает для индивида характер потребности, побуждающей «совершать какие-нибудь действия, поступки». При формировании привычки неоднократно выполняется какое-либо действие, чрезвычайно важное значение имеет вызываемое самим осуществлением этого действия приятное эмоциональное переживание, так как оно является «усвоенным…, которое стало автоматическим и совершается без усилий».

## Механизм формирования привычки: точки зрения

### Психологический аспект
Привычка формируется в процессе неоднократного выполнения действия до той стадии его освоения, когда при его исполнении уже не возникает каких-либо трудностей волевого или познавательного характера. Здесь идет речь о привыкании — прекращение или снижение остроты реагирования на ещё продолжающий действовать раздражитель, который вызывает эмоционально положительные состояния в период реализации привычки и, напротив, рождает отрицательные переживания в обстоятельствах, мешающих её осуществлению. Однажды выработанная, привычка часто продолжает оставаться и после устранения причинных факторов, приведших к её развитию. Поведенческая психотерапия основывается на положении, что деструктивные привычки путём обучения могут быть заменены на более адекватные.

Привычка, в основном, складывается непроизвольно, и имеет тенденцию воспроизводиться автоматически, в отличие от навыка, который формируется целенаправленным повторением, и тенденции к автоматическому исполнению не имеет.

На формирование устойчивой привычки в среднем уходит шестьдесят шесть дней.

### Физиологический аспект
Привычка есть не что иное, как образование в мозговых структурах устойчивых нервных связей, отличающихся повышенной готовностью к функционированию. Система таких нервных связей служит основой более или менее сложных форм поведенческих актов, которые И. П. Павлов назвал динамическими стереотипами. В комплекс нервных структур, обеспечивающих привычный образ действий, как правило, включаются и механизмы эмоционального реагирования, который уже является психологическим аспектом формирования привычки.